# Ricardo Conceição
Ricardo Renato Conceição, mais conhecido como Ricardo Conceição, (Campinas, 16 de Julho de 1984) é um ex-futebolista brasileiro que atuava como volante.

## Carreira
Iniciou a carreira na Ponte Preta de 2003 a 2008, fazendo parte do grupo que foi vice campeão do Campeonato Paulista de Futebol de 2008.
Em 2009, transferiu-se para Santo André, onde foi um dos destaques da equipe vice-campeão paulista em 2010. Devido ao reconhecimento que obteve, foi contratado pelo Vitória em maio.
Fez sua estreia na segunda rodada do Campeonato Brasileiro, contra o Flamengo, partida que terminou em 1–1. Jogou a maior parte da competição como titular mas terminou o ano não sendo nem relacionado. Com o rebaixamento do clube, Conceição foi dispensado ao fim do certame.
Ainda em dezembro de 2010, acertou com o São Caetano.
Em 2012, acertou com o Comercial para disputar o Campeonato Paulista de 2012. Em maio, ele se apresentará como novo reforço do Paraná Clube.
Disputou a Série B pelo Paraná Clube em 2012 e o Paranaense de 2013. É um dos destaques da equipe na Série B de 2013, sendo capitão do clube em diversos jogos. Renovou o contrato até o fim de 2013 com o clube.
Em 2014 foi emprestado ao Chapecoense.
Voltou ao Paraná, para a temporada de 2015.
Em maio de 2015, Ricardo Conceição assinou com o Ceará até maio de 2016. Não teve seu contrato renovado e acabou deixando o "Alvinegro".
Em dezembro de 2016, foi contratado pelo Atlético Tubarão para a temporada de 2017.

## Títulos
Vitória
- Copa do Nordeste: 2010

## Estatísticas
| Time        | Partidas | Gols |
| ----------- | -------- | ---- |
| Ponte Preta | 161      | 5    |
| Santo André | 63       | 3    |